# José Vicente Muñoz
José Vicente Muñoz Gómez (La Puebla de Cazalla, Sevilla, 1 de marzo de 1956) es un político español.

## Biografía
En 1966 se trasladó con su familia a Hospitalet de Llobregat. Estudió en la Universidad Laboral de Valencia y Oficialía Industrial, en la rama de electricidad, en la Universidad Laboral de Tarragona hasta 1º de Maestría Industrial. Desde 1984 es técnico de organización de Transportes Metropolitanos de Barcelona.
El 1978 se afilió a UGT y en 1982 al PSC. Desde las elecciones municipales de 1987 es concejal del ayuntamiento de Hospitalet de Llobregat, y ha sido primer Teniente de Alcalde del 1994 hasta 1999 y concejal de Bienestar Social hasta 2007. También ha sido diputado adjunto a Bienestar Social y diputado de Cultura Popular de la Diputación de Barcelona 1999-2007, consejero comarcal del Barcelonés y coordinador sectorial de Política Social del PSC. En las elecciones generales españolas de 2008 fue elegido diputado en las Cortes Generales por la circunscripción electoral de Barcelona, abandonando su cargo el 27 de septiembre de 2011.